# Узлов, Георгий Дмитриевич
Гео́ргий Дми́триевич Узло́в (13 февраля 1927, Ленинград — 10 января 2019, Санкт-Петербург) — советский и российский тренер по лёгкой атлетике, специалист по спринту и прыжковым дисциплинам. Личный тренер ряда титулованных советских прыгунов тройным, в том числе чемпиона Европы и победителя Кубка Европы Анатолия Пискунова. Заслуженный тренер СССР (1991).

## Биография
Родился 13 февраля 1927 года в Ленинграде.
Во время Великой Отечественной войны был узником в немецком оккупационном лагере.
По окончании войны в 1945 году в Сестрорецке начал серьёзно заниматься спортом, проявил себя в футболе и лёгкой атлетике. Был подопечным известного ленинградского тренера Виктора Ильича Алексеева, состоял в добровольном спортивном обществе «Трудовые резервы» (Ленинград).
Выигрывал всесоюзные юношеские турниры в прыжках в длину и в беге на 100 метров. В 1949 году одержал победу на молодёжном первенстве СССР в 100-метровой дисциплине. Выполнил норматив мастера спорта СССР.
В 1952 году окончил Государственный институт физической культуры имени П. Ф. Лесгафта по специальности «тренер-преподаватель», после чего на протяжении всей жизни работал тренером. Тренировал легкоатлетов в ленинградских спортивных обществах «Трудовые резервы» (1952—1959) и «Зенит» (1959—1979), в качестве тренера состоял в сборных командах Ленинграда (1957—1990) и СССР (1964—1974), тренер и тренер-консультант в ленинградской Школе высшего спортивного мастерства по лёгкой атлетике. В течение 30 лет член президиума Федерации лёгкой атлетики Ленинграда, член тренерского совета Ленинграда.
Внёс большой вклад в развитие ленинградской школы лёгкой атлетики, подготовил ряд титулованных спортсменов, выступавших на всесоюзном и международном уровнях в тройном прыжке, спринте, беге с барьерами, прыжках в длину. Воспитал 37 мастеров спорта, 12 мастеров спорта международного класса. Среди наиболее известных его воспитанников:
- Пискулин, Анатолий Алексеевич — бронзовый призёр чемпионата Европы, победитель чемпионата Европы в помещении, победитель Кубка Европы, чемпион Универсиады, многократный победитель и призёр всесоюзных первенств, мастер спорта СССР международного класса;
- Грищенков, Василий Иванович — серебряный призёр чемпионата Европы, победитель и призёр всесоюзных первенств, мастер спорта СССР международного класса;
- Роганин, Алексей Павлович — чемпион СССР в тройном прыжке;
- Кайнов, Анатолий — победитель Европейских юниорских легкоатлетических игр, бронзовый призёр чемпионата СССР;
- Махнёв, Сергей Леонидович — тренер-преподаватель ШВСМ Ленгорспорткомитета, вице-президент Федерации лёгкой атлетики Санкт-Петербурга.

Участвовал в подготовке трёхкратного олимпийского чемпиона Виктора Даниловича Санеева.
В 1972 году признан лучшим тренером Европы по тройному прыжку.
За выдающиеся достижения на тренерском поприще удостоен почётных званий «Заслуженный тренер РСФСР» (1977) и «Заслуженный тренер СССР» (1991).
Принимал участие в соревнованиях по лёгкой атлетике в качестве арбитра. Судья республиканской категории (1959).
Автор научных работ и методических пособий по лёгкой атлетике.
Умер в результате продолжительной болезни 10 января 2019 года в Санкт-Петербурге в возрасте 91 года. Прощание состоялось 16 января в большом зале Крематория.